# Richard von Kohen
Richard von Kohen (16. října 1856 Terst – 18. ledna 1916 Vídeň) byl rakousko-uherský admirál židovského původu. Jako absolvent námořní akademie sloužil u c. k. námořnictva od roku 1874, vystřídal službu na různých lodích a působil také v námořní administraci. Byl velitelem několika bitevních lodí a v letech 1909–41913 zastával funkci velitele námořní základny v Terstu. V roce 1913 byl penzionován v hodnosti viceadmirála.

## Biografie

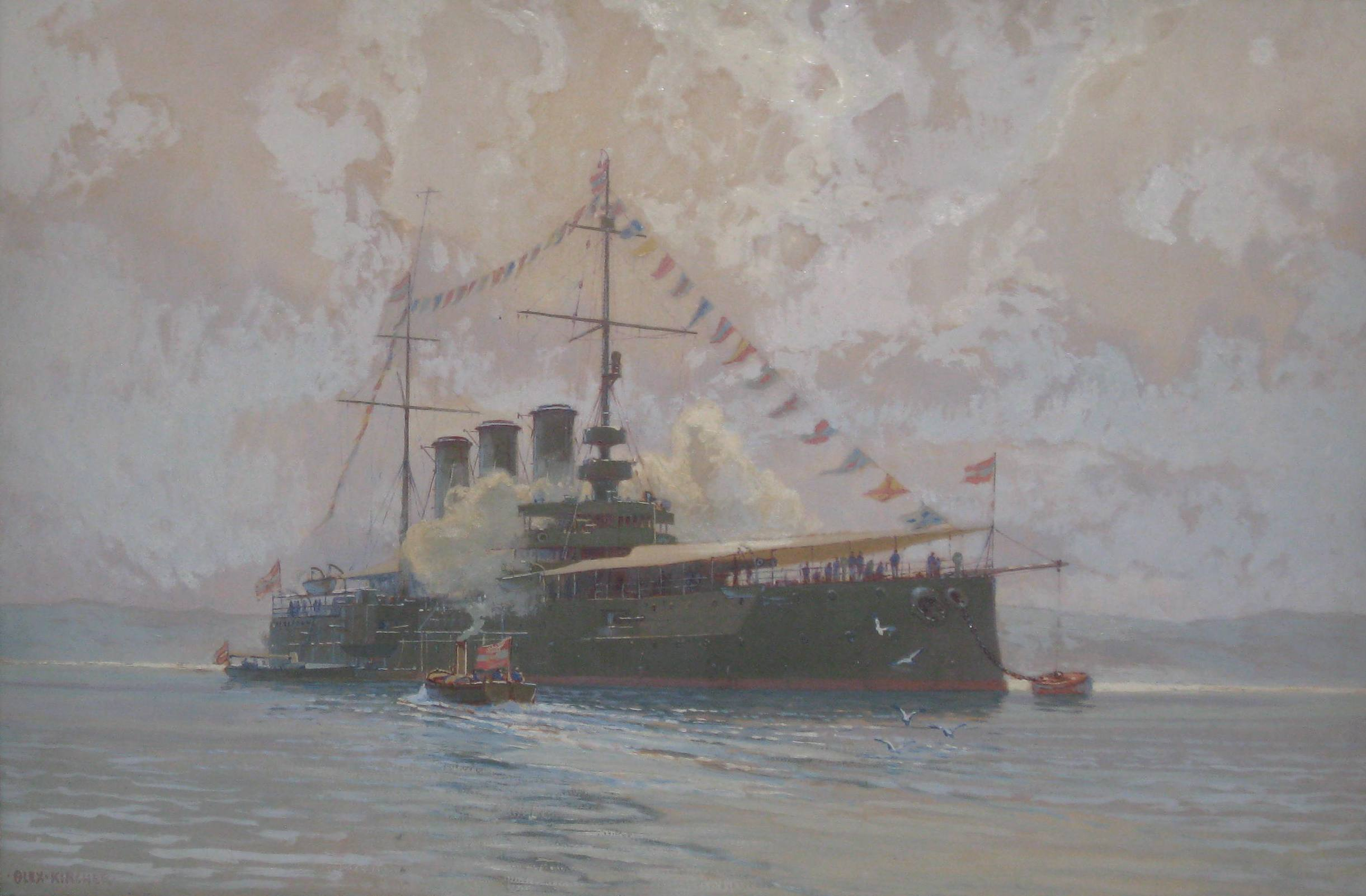
SMS Erzherzog Karl, vlajková loď Richarda Kohena 1907–1908

Pocházel z židovské rodiny, která později konvertovala na katolickou víru. Byl synem fregatního kapitána Ignaze Kohena (1822–1887) a jeho manželky Elisabeth von Stratti, dcery statkáře. Richard v letech 1867–1869 studoval na jezuitské koleji na Maltě, kde tehdy otec působil jako diplomat, v letech 1870–1874 pokračoval ve studiu na C. k. námořní akademii v Rijece. K námořnictvu vstoupil v roce 1874 a na korvetě SMS Dandolo absolvoval cestu do Ameriky (1874–1875). V roce 1878 získal hodnost praporčíka a kromě služby na různých lodích působil také u námořního arzenálu v Pule,  kde později sloužil také u jednotek námořní pěchoty. V roce 1886 byl povýšen na poručíka II. třídy s přidělením k oblastnímu námořnímu velitelství v Terstu, uplatnil se také jako pedagog a mimo jiné v Pule vedl plavecké kurzy pro námořní kadety. Po Středomoří se plavil na výcvikových lodích, byl také dělostřeleckým důstojníkem na císařské jachtě SMS Greif a v roce 1889 obdržel hodnost poručíka I. třídy. Absolvoval kurz pro obsluhu torpéd, aktivně se podílel na jejich zavádění u námořnictva a získal pod velení menší plavidla typu torpédových člunů. V letech 1894–1896 působil u Námořního technického výboru v Pule.
V letech 1897–1899 byl prvním důstojníkem na obrněné lodi SMS Prinz Eugen a k datu 1. května 1898 byl povýšen na korvetního kapitána. V dalších letech byl vojenským referentem u oblastního námořního velitelství v Terstu (1899–1901) a poté šéfem štábu eskadry a divize. Jako fregatní kapitán (1. listopadu 1901) byl štábním důstojníkem u námořního sborového velitelství v Pule. Na vlajkové lodi SMS Monarch byl velitelem divize (1905) a k datu 1. listopadu 1905 povýšen do hodnosti kapitána řadové lodi. V letech 1905–1907 byl velitelem námořní pěchoty (Matrosen-Korps) a zároveň velitelem obrněné lodi SMS Tegetthoff, která byla tehdy jako dosluhující plavidlo strážní lodí válečného přístavu v Pule. V letech 1907–1908 byl velitelem bitevní lodi SMS Erzherzog Karl jako vlajkové lodi eskadry v Jaderském moři. Poté se vrátil do Puly, kde v letech 1908–1909 vykonával agendu zástupce velitele sborového námořního velitelství.
K datu 1. listopadu 1909 byl povýšen do hodnosti kontradmirála a stal se velitelem oblastního námořního velitelství v Terstu. V této funkci jej od června do září 1910 zastupoval Josef von Schwarz a Kohen byl v té době velitelem křižníkové flotily, respektive III. divize. Poté byl znovu až do srpna 1913 velitelem v Terstu a ke dni 1. května 1913 získal hodnost viceadmirála. V srpnu 1913 byl bez bližšího zařazení převelen ke sborovému námořnímu velitelství v Pule a téhož roku v říjnu odešel do penze.
Po odchodu do výslužby žil nadále v Terstu, za první světové války se přestěhoval do Vídně, kde také zemřel v lednu 1916 ve věku 59 let.

## Tituly a ocenění
Po nobilitaci svého otce v roce 1877 užíval šlechtický titul rytíř (Ritter von Kohen). Během služby u námořnictva získal několik vyznamenání v Rakousku-Uhersku i v zahraničí.

### Rakousko-Uhersko
- Válečná medaile (1873)
- Jubilejní pamětní medaile (1898)
- Služební odznak pro důstojníky III. třídy (1899)
- Vojenský záslužný kříž (1907)
- Vojenský jubilejní kříž (1908)
- Řád železné koruny III. třídy (1910)
- Služební odznak pro důstojníky II. třídy (1913)
- rytířský kříž Leopoldova řádu (1913)

### Zahraničí
- Řád Medžidie IV. třídy (1883, Osmanská říše)
- Řád červené orlice II. třídy (1908, Německo)
- komandérský kříž Řádu Spasitele (1908, Řecko)
- Námořní záslužný kříž III. třídy (1908, Španělsko)
- Řád dvojitého draka II. třídy (1911, Čína)
- Řád knížete Danila I. II. třídy (1913, Černá Hora)